# یواس‌ان‌اس ابیکوا (تی-ای‌او-۱۵۸)
یواس‌ان‌اس ابیکوا (تی-ای‌او-۱۵۸) (به انگلیسی: USNS Abiqua (T-AO-158)) یک کشتی بود که طول آن ۵۰۴ فوت (۱۵۴ متر) بود. این کشتی در سال ۱۹۴۳ ساخته شد.